# Istenszülő elszenderedése fatemplom (Balkujtelep)
A balkujtelepi Istenszülő elszenderedése fatemplom műemlékké nyilvánított épület Romániában, Kolozs megyében. A romániai műemlékek jegyzékében a  CJ-II-m-B-07527 sorszámon szerepel.